# Maria Teresa Ferrer i Mallol
Maria Teresa Ferrer i Mallol, née à Barcelone (Catalogne, Espagne) le 25 août 1940  et morte dans la même ville le 4 mars 2017, est une historienne médiéviste catalane. Elle est directrice de l'Institution Milà et Fontanals du CSIC entre 1985 et 1994, et vice-présidente (2001-2006) et présidente (2006-2014) de la section Histoire et Archéologie de l'Institut d'Études Catalanes,.

## Biographie
Maria Teresa Ferrer i Mallol est licenciée en Philosophie et Lettres à l'Université de Barcelone en 1963. Par le biais de son professeur, le Dr Emilio Sáez, elle est déjà liée à cette époque à l'Institution Milà i Fontanals du Conseil supérieur de la recherche scientifique (CSIC) à Barcelone et, de plus, donne quelques cours à l'université en plus de collaborer avec les Archives historiques des Protocoles de Barcelone. Elle intègre définitivement l'Institution Milà i Fontanals en 1972 , à laquelle elle reste liée et il prête ses services durant toute sa carrière comme historienne et médiéviste.
En 1984 elle devient docteur en Histoire médiévale de la Faculté de Philosophie et Lettres de l'Université de Barcelone. Elle obtient en 1989 un poste de chercheuse scientifique et en 2002 celui de Professeur d'Investigation du CSIC, dans la même Institution Milà i Fontanals, au sein du CSIC, poste qu'elle conserve jusqu'à sa retraite. Entre 1985 et 1994 elle est également directrice de ce centre du CSIC.
Comme médiéviste, elle a étudié principalement les relations politiques et commerciales entre les pays de l'aire méditerranéenne au Moyen Âge, la navigation et la piraterie dans la Méditerranée médiévale; les minorités musulmanes des États de la Couronne d'Aragon dans le contexte des relations entre les chrétiens et musulmans au Moyen Âge, et l'aliénation des juridictions locales par la Couronne et leur retour au sein du Patrimoine royal durant le bas Moyen Âge. Elle a également étudié les aspects économiques et les relations marchandes de la Catalogne durant les XIVe et XVe siècles, ainsi que la frontière méridionale du Royaume de Valence et les sarrasins de la couronne catalano-aragonaise au XIVe siècle.
Elle fut membre numéraire de la section Histoire et Archéologie de l'Institut d'études catalanes (IEC), section que dont elle est la présidente de 2006 à 2014, après en avoir été la vice-présidente de 2001 à 2006 et secrétaire de 1995 à 2001. Elle a été directrice des revues Anuario de Estudios Medievales et Miscel·lània de Textos Medievals, de l'Institution Milà i Fontanals du CSIC, et fut membre du comité éditorial de la revue Estudis d'Història Medieval, de la Société catalane d'études historiques (filiale de la IEC), membre du comité scientifique du Centre de Estudios Mudéjares, de l'Instituto de Estudios Turolenses, membre de la commission permanente des Congrès d'Histoire de la Couronne d'Aragon, membre du comité éditorial du International Médieval Bibliography (University of Leeds), membre du comité scientifique du Centro Studi per la storia del notariato genovese "Giorgio Costamagna". Elle est enfin conseillère responsable de l'histoire médiévale catalane pour la Grande Encyclopédie Catalane et membre du Conseil consultatif des archives de la Généralité de Catalogne (de 1981 à 1984).
Elle a aussi été membre du conseil d'administration de la Sociedad Española de Estudios Medievales depuis 1993 et présidente de la même société entre 2001 et 2007.

## Publications
- Avec Emilio Sáez et Regina Sáinz de La Maza, Diplomatario du cardinal Gil de Albornoz : cancillería pontificia, Barcelone, 1976-1995, 3 v.,  (ISBN 84-00-07548-X).
- Avec Arcadi Garcia i Sanz, Assurances et changements maritimes médiévaux à Barcelone, Barcelone, 1983,  (ISBN 84-7283-043-8) (Appuyez sur F. Armengol du IEC le 1983).
- Les Sarrasins de la Couronne d'Aragon au XIVe siècle. Ségrégation et discrimination, Barcelone, 1987,  (ISBN 84-00-06634-0).
- La frontière avec l'Islam au XIVe siècle. Chrétiens et sarrasins à Valence, Barcelone, 1988,  (ISBN 84-00-06814-9).
- Organisation et défense d'un territoire frontalier. Le gouvernement d'Orihuela au XIVe siècle, Barcelone, 1990,  (ISBN 84-00-07074-7).
- Corsarios castellanos y vascos en le Mediterráneo médiéval, Barcelone, 2000,  (ISBN 84-00-07903-5).
- Entre la paix et la guerre.La Couronne catalano-aragonaise  y Castilla en la Baja Edad Media, Barcelone, 2005,  (ISBN 84-00-08388-1).
- Fuentes documentales arrête l'étudie de los mudéjares, Teruel, 2005,  (ISBN 84-96053-15-6).